# نیلوس (اسطوره)
در اساطیر یونانی، نیلوس پسر اوکئانوس و تتیس است. او، خود خدای رود نیل و پدر فرزندان بسیاری بود که از آن جمله می‌توان به ممفیس (همسر اپافوس، شاه مصر، و مادر لیبیا)، و نیز پسری به نام نیلوس آنخممفیس (پدر آنچینوئه و تلفاسا) اشاره کرد.
نوهٔ او، لیبیا، مادر بلوس و آگنور بود. این پسران بعدها به ترتیب با آنچینوئه و تلفاسا، دو دختر نیلوس آنخممفیس، ازدواج کردند. دیگر فرزندان او، چیون، آنیپ، (و احتمالاً) کالیادن و پُلیکسو بودند.
اهمیت نیلوس، صرفنظر از اینکه نماد رود نیل بود، در اساطیر یونانی بسیار ناچیز است. احتمالاً اگر او یک خدای مصری می‌بود، اهمیت به مراتب بیشتری پیدا می‌کرد.